# リーガ・ベネソラーナ・デ・ベイスボル・プロフェシオナル
リーガ・ベネソラーナ・デ・ベイスボル・プロフェシオナル（Liga Venezolana de Béisbol Profesional、LVBP、英: Venezuelan Professional Baseball League）は、ベネズエラで開催されているプロ野球のウィンターリーグである。
4大ウィンターリーグ（メキシコのLMP、LVBP、プエルトリコのLBPRC、ドミニカのLIDOM）の1つに位置付けられている。

## 概要
1945年に設立され、翌1946年から4球団でリーグ戦を開始。
1991年より8球団でリーグ戦を行っている。

### 試合方式
2022 /2023シーズン
- 8チームで争われるレギュラーシーズンは10月下旬から12月末にかけて各チーム56試合行われ、1位から4位までの4チームと、5位と6位で行うワイルドカードラウンドで2勝先取したチームの計5チームがセミファイナルに進む。
- セミファイナルが年明けから各チーム16試合行われ、上位2チームがファイナルシリーズに進出する。
- 1月下旬から開催されるファイナルシリーズで4勝先取したチームが年間王者となり、カリビアンシリーズにLVBP代表として出場する。

## 参加チーム
| クラブ名                           | ホームタウン         | ホームスタジアム                                 | 収容人数 |
| ---------------------------------- | -------------------- | ------------------------------------------------ | -------- |
| アギラス・デル・スリア             | マラカイボ           | エスタディオ・ルイス・アパリシオ・エル・グランデ | 22,000   |
| ブラボス・デ・マルガリータ         | ポルラマール         | エスタディオ・ヌエバ・エスパルタ                 | 16,100   |
| カルデナレス・デ・ララ             | バルキシメト         | エスタディオ・アントニオ・エレーラ・グティエレス | 20,450   |
| カリベス・デ・アンソアテギ         | プエルト・ラ・クルス | エスタディオ・アルフォンソ・チコ・カラスケル     | 18,000   |
| レオネス・デル・カラカス           | カラカス             | エスタディオ・ウニベルシタリオ                   | 22,300   |
| ナベガンテス・デル・マガリャーネス | バレンシア           | エスタディオ・ホセ・ベルナルド・ペレス           | 15,500   |
| ティブロネス・デ・ラ・グアイラ     | ラ・グアイラ         | エスタディオ・ウニベルシタリオ                   | 22,300   |
| ティグレス・デ・アラグア           | マラカイ             | エスタディオ・ホセ・ペレス・コルメナーレス       | 15,328   |